# 洛里斯·布雷利
洛里斯·布雷利（法語：Lorys Bourelly，1992年5月27日—），法国男子游泳运动员，2010年欧洲青年游泳锦标赛男子4×100米自由泳接力和男子4×200米自由泳接力金牌得主、2011年夏季世界大学生运动会男子4×100米自由泳接力铜牌得主、2015年世界游泳锦标赛男子4×100米自由泳接力金牌得主。